# Bahnhof Hannover Bismarckstraße
Der Bahnhof Hannover Bismarckstraße ist ein Bahnhofsteil im hannoverschen Stadtteil Südstadt. Er liegt an der Hannöverschen Südbahn, der Bahnstrecke Hannover–Altenbeken und der Schnellfahrstrecke Hannover–Würzburg. Die Station wird ausschließlich von Zügen der S-Bahn Hannover bedient.

## Geschichte

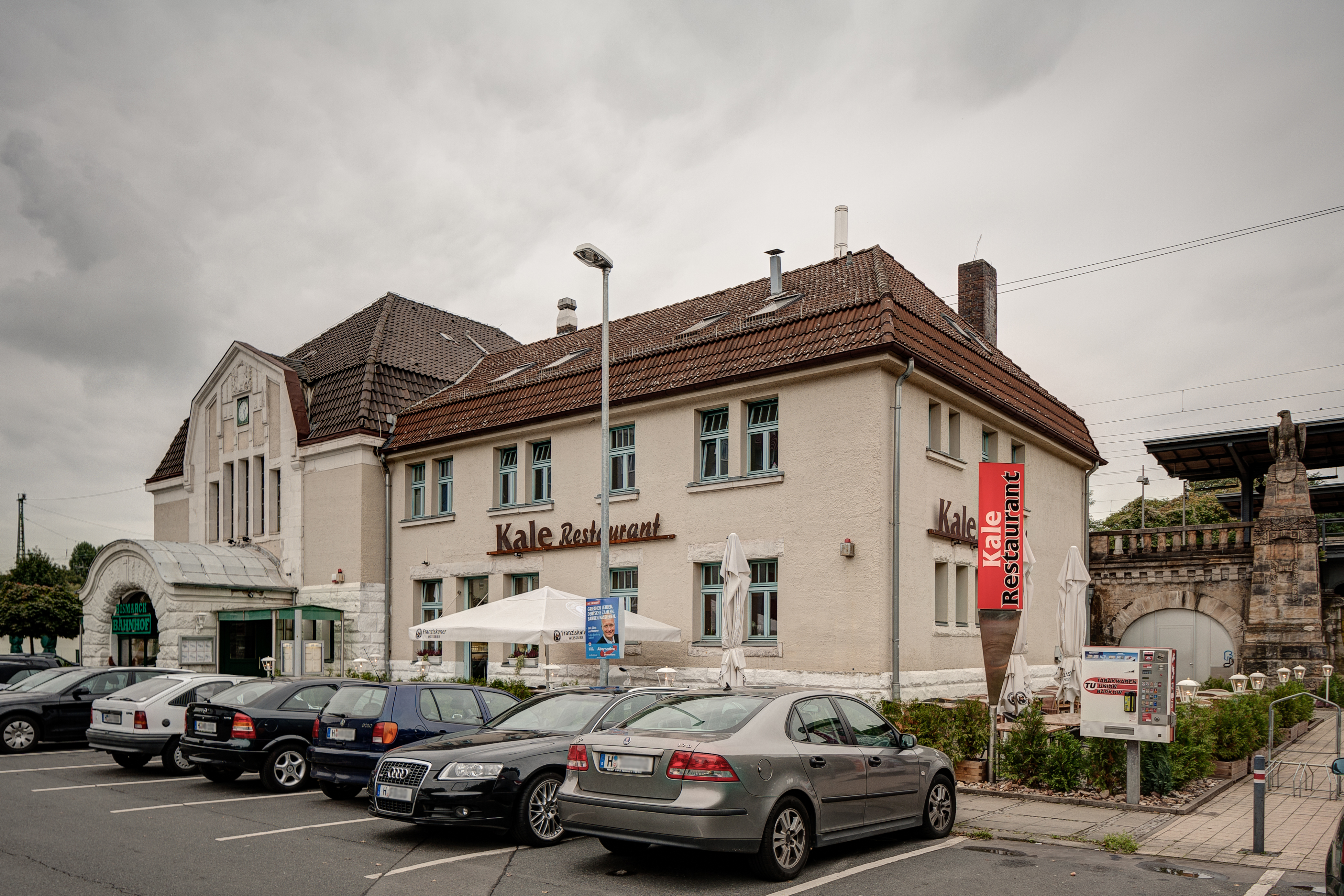
Das ehemalige Empfangsgebäude aus dem Eröffnungsjahr

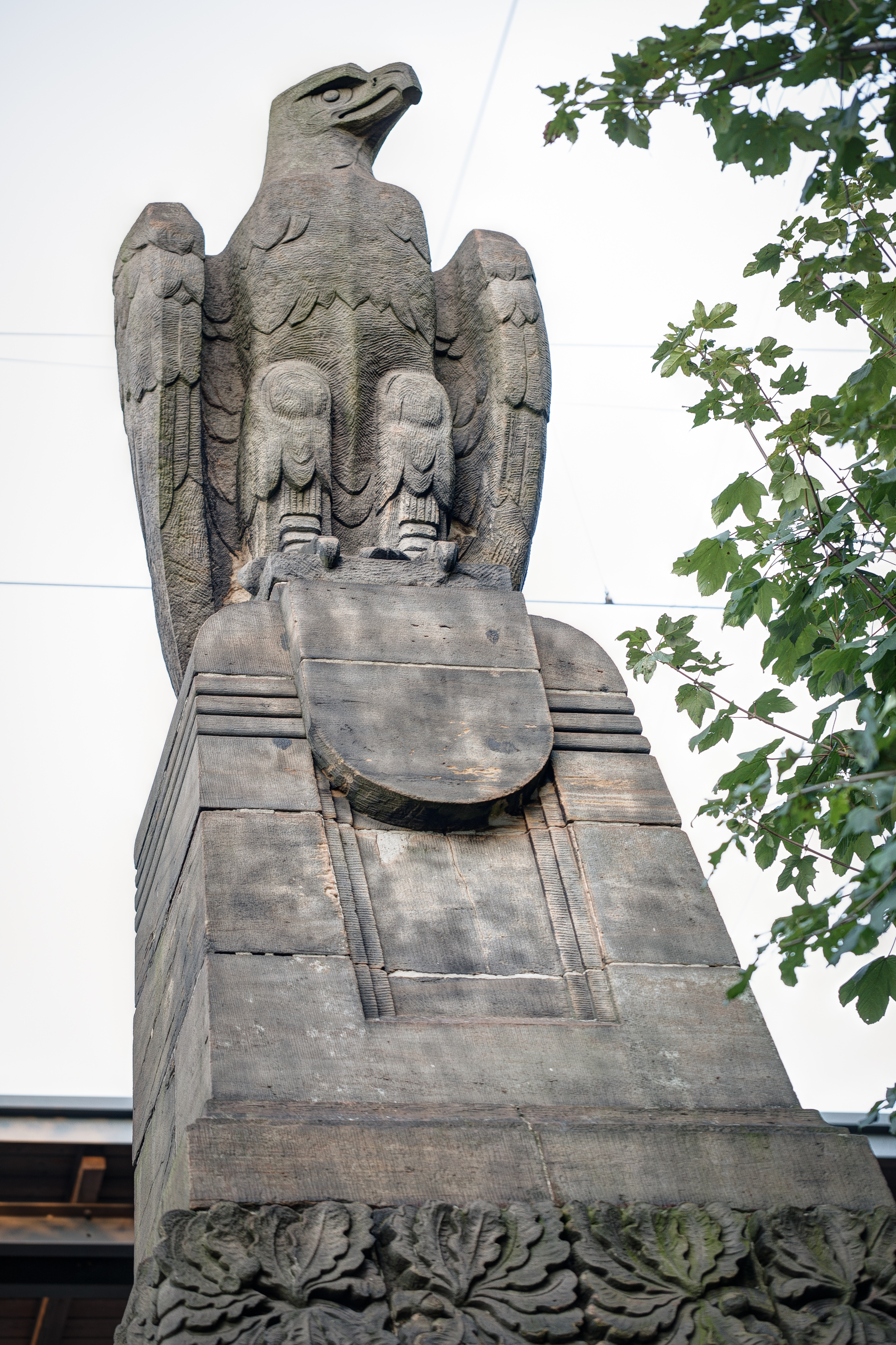
Einer von vier steinernen Adlern an der Straßenunterführung

Aus stadtplanerischen Gründen wurde die Hannöversche Südbahn südlich des bereits hochgelegten Hauptbahnhofs 1906 bis 1909 höher gelegt, um direkte Kreuzungen mit dem Straßenverkehr zu vermeiden. Gleichzeitig wurde die Strecke Hannover Südbahnhof–Hannover-Linden/Fischerhof der Bahnstrecke Hannover–Altenbeken im Verlauf des heutigen Altenbekener Damms aufgegeben und die Strecke zunächst parallel zur Südbahn und dann zur neu entstandenen Güterumgehungsbahn geführt. An der nun viergleisigen Strecke wurde die Haltestelle Hannover Bismarckstraße am 1. Mai 1911 eröffnet; aus diesem Jahr stammt auch das erhaltene Empfangsgebäude.
Die Gleise liegen in Hochlage, der Zugang erfolgte durch einen Tunnel von der Halle im westlich liegenden Empfangsgebäude aus, wo auch Schalter und andere Bahnhofseinrichtungen untergebracht waren. Sowohl das frühere Empfangsgebäude als auch die Straßenunterführung sind als Baudenkmal geschützt. Eine Besonderheit stellen die vier steinernen Adler dar, die an beiden Enden links und rechts oberhalb der Straßenunterführung der namensgebenden Bismarckstraße südlich des Empfangsgebäudes sitzen.
In den 1960er Jahren wurde die Haltestelle zum Bahnhof aufgewertet, aber bereits in den späten 1970er Jahren zu einem unbesetzten Haltepunkt degradiert. Gleichzeitig endete der Fahrkartenverkauf.
Für den S-Bahn-Verkehr wurde der Bahnhof unter Erhaltung der Substanz umgebaut. Der Zugang zu den Bahnsteigen erfolgt nun von der Straßenunterführung südlich des Empfangsgebäudes. Der Bau wird seitdem teilweise gastronomisch, teilweise anderweitig genutzt.
Südlich des Haltepunktes trennen sich die Bahnstrecke nach Altenbeken und die Südbahn. Ursprünglich waren die Gleise 1 und 2 der Altenbekener Strecke zugeordnet, die Gleise 3 und 4 der Südbahn. 1976 wurde das Gleisfeld südlich des Bahnhofs im Vorgriff auf die Arbeiten zur Schnellfahrstrecke Hannover – Würzburg so verändert, dass auch ein Verkehr von den Gleisen 1 und 2 zur Südbahn und umgekehrt möglich ist. Zugleich wurde Bismarckstraße ein Bahnhofsteil des Hauptbahnhofs. Für den Sonderverkehr zur EXPO 2000 wurde entlang der Südbahn ein weiteres Gleis mit weiteren Weichen südlich des Haltepunktes gebaut.
Güterverkehr gab es auf dem Bahnhof nicht, aber nördlich des Bahnhofs lag der Güterbahnhof Hannover Süd, der über Gleis 1 erreicht wurde. Dessen Gleisanlagen wurden zwischen 1990 und 1994 entfernt.

## Betrieb
Der Bahnhof Bismarckstraße ist seit der Aufnahme des S-Bahn-Verkehrs nach Hildesheim im Dezember 2008 eine reine S-Bahn-Station. Der Bahnsteig an den Gleisen 3 und 4 wird seitdem fahrplanmäßig nicht mehr benutzt. Bis dahin hielten zusätzlich alle zwei Stunden ein Metronom der Relation Uelzen–Hannover–Göttingen und die Nahverkehrszüge der Relation Hannover–Hildesheim. Bevor der Metronom-Halt entfiel, wurde befürchtet, viele studentische Fahrgäste aus der Südstadt könnten ihre direkte Anbindung nach Göttingen verlieren. Der ÖPNV-Rat der Region Hannover führte deswegen 2008 eine Fahrgastzählung durch. Im Ergebnis lag die höchste Nachfrage nur bei 31 Einsteigern pro Zug, weswegen der Rat die Befürchtungen als unbegründet bewertete.
| Linie | Verlauf | Takt |
| ----- | --- | --- |
| S 1   | Minden (Westf) – Bückeburg – Kirchhorsten – Stadthagen – Lindhorst (Schaumb-Lippe) – Haste (Han) – Wunstorf – Dedensen-Gümmer – Seelze – Letter – Hannover-Leinhausen – Hannover-Nordstadt – Hannover Hbf – Hannover Bismarckstraße – Hannover-Linden/Fischerhof – Hannover-Bornum – Empelde – Ronnenberg – Weetzen – Lemmie – Wennigsen (Deister) – Egestorf (Deister) – Kirchdorf (Deister) – Barsinghausen – Winninghausen – Bantorf – Bad Nenndorf – Haste (Han) Stand: Fahrplanwechsel Juni 2022 | 60 min |
| S 2   | Nienburg (Weser) – Linsburg – Hagen (Han) – Eilvese – Neustadt am Rübenberge – Poggenhagen – Wunstorf – Dedensen-Gümmer – Seelze – Letter – Hannover-Leinhausen – Hannover-Nordstadt – Hannover Hbf – Hannover Bismarckstraße – Hannover-Linden/Fischerhof – Hannover-Bornum – Empelde – Ronnenberg – Weetzen – Lemmie – Wennigsen (Deister) – Egestorf (Deister) – Kirchdorf (Deister) – Barsinghausen – Winninghausen – Bantorf – Bad Nenndorf – Haste (Han) Stand: Fahrplanwechsel Juni 2022       | 60 min |
| S 21  | Expresslinie: Hannover Hbf – Hannover Bismarckstraße – Hannover-Linden/Fischerhof – Empelde – Weetzen – Wennigsen (Deister) – Barsinghausen Stand: Fahrplanwechsel Juni 2022 | 60 min (nur HVZ)                                                                                            |
| S 4   | Hildesheim – Emmerke – Barnten – Sarstedt – Rethen (Leine) – Hannover Messe/Laatzen – Hannover Bismarckstraße – Hannover Hbf – Hannover-Nordstadt – Hannover-Ledeburg – Hannover-Vinnhorst – Langenhagen Mitte – Langenhagen Pferdemarkt – Langenhagen-Kaltenweide – Bissendorf – Mellendorf – Bennemühlen Stand: Fahrplanwechsel Juni 2022 | 60 min 30 min (Hannover Hbf–Bennemühlen werktags)                                                           |
| S 5   | Paderborn Hbf – Altenbeken – Steinheim (Westf) – Schieder – Lügde – Bad Pyrmont – Emmerthal – Hameln – Bad Münder (Deister) – Springe – Völksen/Eldagsen – Bennigsen – Holtensen/Linderte – Weetzen – Hannover-Linden/Fischerhof – Hannover Bismarckstraße – Hannover Hbf – Hannover-Nordstadt – Hannover-Ledeburg – Hannover-Vinnhorst – Langenhagen Mitte – Langenhagen Pferdemarkt – Hannover Flughafen Stand: Fahrplanwechsel Juni 2022                                                           | 60 min 30/60 min (Bad Pyrmont–Hameln) 30 min (Hameln–Hannover Hbf werktags) 30 min (Hannover Hbf–Flughafen) |
| S 51  | Expresslinie: Hameln – Springe – Hannover-Linden/Fischerhof – Hannover Bismarckstraße – Hannover Hbf – Seelze Stand: Fahrplanwechsel Juni 2022 | 60 min (nur HVZ)                                                                                            |

Über die Linien 121, 128, 134, 373 und 800 ist die Station an das Busnetz von Hannover angebunden.